# Grand Abaco
Grand Abaco o Lucaya és una de les illes Abaco (l'altra important és la Little Abaco, quasi agrupada en forma perpendicular a la primera) del grup de les Bahames. Les principals poblacions són Marsh Harbour, Sandy Point, Cherokee, Treasure Cay, Coppers Town i North Abaco. Hi ha unes dotzenes d'illots (Cayos): la població és a prop dels vint mil habitants (Little Abaco només té uns centenars d'habitants).
Vegeu Abaco